# Tinà Sambal jezik
Tinà Sambal jezik (ISO 639-3: xsb; sambali, tina), austronezijski jezik uže filipinske skupine, kojim govori oko 70 000 ljudi (2000 SIL) u provinciji Zambales na otocima Luzon i Palawan u Filipinima.
Tinà Sambal zajedno s još 6 jezika pripada sambalskoj podskupini. Dijalekti: santa cruz, masinloc i iba. Pripadnici etničke grupe iz ekonomskih razloga migriraju u gradove pa je u upotrebi i filipinski [fil], ilocano [ilo] ili engleski [eng]

## Vanjske poveznice
- Ethnologue (14th)
- Ethnologue (15th)